# Junon (1935)
Junon (Q186) – francuski dwukadłubowy okręt podwodny z okresu międzywojennego i II wojny światowej, jedna z sześciu zbudowanych jednostek typu Minerve. Okręt został zwodowany 15 września 1935 roku w stoczni Chantiers et Ateliers Augustin Normand w Hawrze, a w skład Marine nationale wszedł 20 września 1937 roku. Początkowo pełnił służbę na Morzu Śródziemnym, a po zawarciu zawieszenia broni między Francją a Niemcami został przejęty przez Brytyjczyków. We wrześniu 1940 roku „Junon” wszedł do służby w marynarce Wolnych Francuzów, uczestnicząc w patrolach na Atlantyku, Morzu Norweskim i Północnym. Okręt przetrwał działania wojenne, a 6 grudnia 1954 roku został sprzedany w celu złomowania.

## Projekt i budowa
„Junon” zamówiony został w ramach programu rozbudowy floty francuskiej z 1930 roku. Oficjalny, sygnowany przez marynarkę projekt (o oznaczeniu T2), stworzony przez inż. Jeana-Jacquesa Roqueberta, stanowił ulepszenie 600-tonowych typów Sirène, Ariane i Circé, uwzględniając też doświadczenia stoczni prywatnych przy budowie okrętów typów Argonaute, Diane i Orion. Usunięto większość wad poprzedników: okręty charakteryzowały się wysoką manewrowością i krótkim czasem zanurzenia; poprawiono też warunki bytowe załóg. Na jednostkach powiększono też liczbę wyrzutni torped do dziewięciu, jednak bez możliwości zabierania torped zapasowych.
„Junon” zbudowany został w stoczni Augustin Normand w Hawrze . Stępkę okrętu położono 9 czerwca 1932 roku , a zwodowany został 15 września 1935 roku.

## Dane taktyczno-techniczne
„Junon” był średniej wielkości okrętem podwodnym o konstrukcji dwukadłubowej. Długość między pionami wynosiła 68,1 metra, szerokość 5,62 metra i zanurzenie 4,03 metra . Wyporność normalna w położeniu nawodnym wynosiła 662 tony, a w zanurzeniu 856 ton. Okręt napędzany był na powierzchni przez dwa silniki wysokoprężne Normand–Vickers o łącznej mocy 1800 KM. Napęd podwodny zapewniały dwa silniki elektryczne o łącznej mocy 1230 KM. Dwuśrubowy układ napędowy pozwalał osiągnąć prędkość 14,5 węzła na powierzchni i 9 węzłów w zanurzeniu. Zasięg wynosił 2500 Mm przy prędkości 13 węzłów w położeniu nawodnym (lub 4000 Mm przy prędkości 10 węzłów) oraz 85 Mm przy prędkości 5 węzłów w zanurzeniu. Zbiorniki paliwa mieściły 60 ton oleju napędowego. Dopuszczalna głębokość zanurzenia wynosiła 80 metrów .
Okręt wyposażony był w dziewięć wyrzutni torped: cztery stałe kalibru 550 mm na dziobie, dwie kalibru 550 mm na rufie oraz potrójny zewnętrzny obracalny aparat torpedowy kalibru 400 mm . Łącznie okręt przenosił dziewięć torped, w tym sześć kalibru 550 mm i trzy kalibru 400 mm . Uzbrojenie artyleryjskie stanowiło umieszczone przed kioskiem działo pokładowe kalibru 75 mm M1928 L/35 oraz dwa pojedyncze wielkokalibrowe karabiny maszynowe Hotchkiss kalibru 13,2 mm L/76. Jednostka wyposażona też była w hydrofony .
Załoga okrętu składała się z 3 oficerów oraz 39 podoficerów i marynarzy.

## Służba
„Junon” wszedł do służby w Marine nationale 20 września 1937 roku . Jednostka otrzymała numer burtowy Q186 . W momencie wybuchu II wojny światowej pełniła służbę na Morzu Śródziemnym, wchodząc w skład 12. dywizjonu 2. Flotylli okrętów podwodnych w Oranie (wraz z siostrzaną „Minerve” oraz „Ondine” i „Orionem”) . Dowódcą jednostki był w tym okresie kpt. mar. (fr. lieutenant de vaisseau) J.J.E. Garnuchot . 1 września 1939 roku „Junon” wyszedł z Oranu i udał się w rejs do Casablanki .
W czerwcu 1940 roku okręt nadal nominalnie znajdował się w składzie 12. dywizjonu, a jego dowódcą był kpt. mar. M.A. Jaume (zastąpił kpt. Garnuchota, który poniósł śmierć nieopodal Dunkierki na pokładzie pomocniczego trałowca „Emile Deschamps”) . „Junon” przebywał w Cherbourgu, gdzie przechodził remont mający trwać do 15 sierpnia . 18 czerwca, wobec zbliżania się wojsk niemieckich do portu w Breście, „Junon” i „Minerve” holowane przez francuskie holowniki „Nessus” i „Zeelew” opuściły bazę, w eskorcie pomocniczych patrolowców „Pessac” i „Sauterne” . Okręty podwodne, przejęte przez brytyjskie holowniki „Watercock” i „Queens Cross”, dotarły 20 czerwca w towarzystwie niszczyciela HMS „Broke” (D83) do Plymouth (w końcowej fazie rejsu hol „Junona” przejął niszczyciel HMS „Sturdy” (H28), gdyż na holowniku kończył się zapas węgla) . Po podpisaniu zawieszenia broni między Francją a Niemcami, 3 lipca Brytyjczycy przeprowadzili operację Catapult, zajmując siłą wszystkie francuskie okręty znajdujące się w portach brytyjskich (w tym niesprawnego „Junona”) .
27 lipca 1940 roku „Junon” wszedł do służby w marynarce Wolnych Francuzów . Od 15 grudnia 1941 roku do 2 stycznia 1942 roku okręt patrolował wody Zatoki Biskajskiej nieopodal Brestu, uczestnicząc w blokadzie portu (przebywały w nim m.in. pancerniki „Scharnhorst” i „Gneisenau”)  . W styczniu 1942 roku „Junon” znajdował się w Falmouth w składzie brytyjskiej 5. Flotylli okrętów podwodnych, a jego dowódcą był kmdr por. (fr. capitaine de frégate) Jean-Marie Querville . 19 października 1942 roku na zachód od Bodø (na pozycji 67°12′N 12°57′E/67,200000 12,950000) okręt zatopił pływający w służbie niemieckiej norweski parowiec „Nordland” (724 BRT)  . W kolejnych dniach jednostka usiłowała zająć pozycję na przypuszczalnej trasie marszruty pancernika „Tirpitz” i krążownika ciężkiego „Admiral Scheer” z Narwiku do Trondheim, jednak brak paliwa zmusił „Junona” do powrotu do bazy w Lerwick (23 października) .
W latach 1943–1944 „Junon” trafił do stoczni na remont połączony z modernizacją, który objął m.in. demontaż dwóch wkm kal. 13,2 mm oraz instalację pojedynczego działka przeciwlotniczego Oerlikon kal. 20 mm Mark II/IV, radaru i sonaru . W 1944 roku dowództwo okrętu sprawował kpt. mar. Étienne Schlumberger . W 1945 roku numer taktyczny jednostki zmieniono na S05 .
W 1950 roku okręt otrzymał nowy numer taktyczny – S605 . Na początku lat 50. z pokładu „Junona” usunięto całość uzbrojenia artyleryjskiego . Jednostka została sprzedana na złom 6 grudnia 1954 roku . Była najdłużej służącym okrętem typu Minerve .